# 빌모시 지그몬드
빌모시 지그몬드(헝가리어: Vilmos Zsigmond, 1930년 6월 16일 ~ 2016년 1월 1일)는 헝가리 태생의 미국 영화 촬영 기사이다.

## 연출 작품 목록
| 연도 | 제목                                      | 감독                | 비고 |
| ---- | ----------------------------------------- | ------------------- | ---- |
| 1970 | 호러 오브 블러드 몬스터스                 | 앨 애덤슨           |      |
| 1971 | Red Sky at Morning                        | 제임스 골드스톤     |      |
| 1971 | 맥케이브와 밀러 부인                      | 로버트 올트먼       |      |
| 1971 | 하이어드 핸드                             | 피터 폰다           |      |
| 1971 | 스키 범                                   | 브루스 D. 클라크    |      |
| 1972 |                                           | 로버트 올트먼       |      |
| 1972 | 서바이벌 게임                             | 존 부어먼           |      |
| 1972 | 컨트리 뮤직                               | 로버트 힝클         |      |
| 1973 | 긴 이별                                   | 로버트 올트먼       |      |
| 1973 | 허수아비                                  | 제리 샤츠버그       |      |
| 1973 | 신데렐라 리버티                           | 마크 리델           |      |
| 1974 | 슈가랜드 특급                             | 스티븐 스필버그     |      |
| 1974 | 페트로브카의 소녀(The Girl from Petrovka) | 로버트 엘리스 밀러  |      |
| 1976 | 불타는 질주                               | 제리 샤츠버그       |      |
| 1976 | 강박관념                                  | 브라이언 드 팔마    |      |
| 1977 | 미지와의 조우                             | 스티븐 스필버그     |      |
| 1978 | 디어 헌터                                 | 마이클 치미노       |      |
| 1979 | 윈터 킬                                   | 윌리엄 리커트       |      |
| 1979 | 로즈                                      | 마크 리델           |      |
| 1980 | 천국의 문                                 | 마이클 치미노       |      |
| 1981 | 필사의 추적                               | 브라이언 드 팔마    |      |
| 1982 | 징크스                                    | 돈 시걸             |      |
| 1983 | 테이블 포 파이브                          | 로버트 리버먼       |      |
| 1984 | 내 사랑 로라                              | 제리 샤츠버그       |      |
| 1984 | 살아가는 나날들                           | 마크 리델           |      |
| 1985 | 21세기 두뇌 게임                          | 마사 쿨리지         |      |
| 1987 | 이스트윅의 마녀들                         | 조지 밀러           |      |
| 1989 | 멸망의 창조                               | 롤랑 조페           |      |
| 1990 | 불륜의 방랑아                             | 잭 니컬슨           |      |
| 1990 | 허영의 불꽃                               | 브라이언 드 팔마    |      |
| 1993 | 슬리버                                    | 필립 노이스         |      |
| 1994 | 마지막 연인                               | 마크 리델           |      |
| 1994 | 매버릭                                    | 리처드 도너         |      |
| 1995 | 크로싱 가드                               | 숀 펜               |      |
| 1995 | 어쌔신                                    | 리처드 도너         |      |
| 1996 | 고스트 앤 다크니스                        | 스티븐 홉킨스       |      |
| 1998 | 플래닝 하트                               | 윌러드 캐럴         |      |
| 1998 | 불법 음악(Illegal Music)                  | 제인 지델           |      |
| 2001 | 라이프 애즈 어 하우스                     | 어윈 윙클러         |      |
| 2001 | 더 바디                                   | 조너스 매코드       |      |
| 2004 | 저지 걸                                   | 케빈 스미스         |      |
| 2004 | 멜린다 앤 멜린다                          | 우디 앨런           |      |
| 2006 | 블랙 달리아                               | 브라이언 드 팔마    |      |
| 2007 | 카산드라 드림                             | 우디 앨런           |      |
| 2010 | 환상의 그대                               | 우디 앨런           |      |
| 2010 | 루이스                                    | 댄 프리츠커         |      |
| 2013 | 섹슈얼컴펄전                              | 에지디오 코치밀리오 |      |